# Europese kampioenschappen kunstschaatsen 1961
De Europese Kampioenschappen kunstschaatsen zijn wedstrijden die samen een jaarlijks terugkerend evenement vormen, georganiseerd door de Internationale Schaatsunie (ISU).
De kampioenschappen van 1961 vonden van 26 tot en met 29 januari plaats in West-Berlijn. Het was de zevende keer dat een EK kampioenschap in Berlijn plaatsvond, eerder werden de kampioenschappen voor de mannen van 1893, 1900, 1907, 1910 en 1930 er gehouden en de gezamenlijke kampioenschappen van 1936. Het was de twaalfde keer dat een EK kampioenschap in (West-)Duitsland plaatsvond, eerder waren ook Hamburg (1891), Bonn (1905), Triberg im Schwarzwald (1925),Dortmund (1953) en Garmisch-Partenkirchen (1960) gaststad voor een EK.
Voor de mannen was het de 53e editie, voor de vrouwen en paren was het de 25e editie en voor de ijsdansers de achtste editie.

## Historie
De Duitse en Oostenrijkse schaatsbond, verenigd in de "Deutscher und Österreichischer Eislaufverband", organiseerden zowel het eerste EK Schaatsen voor mannen als het eerste EK Kunstschaatsen voor mannen in 1891 in Hamburg, in toen nog het Duitse Keizerrijk, nog voor het ISU in 1892 werd opgericht. De internationale schaatsbond nam in 1892 de organisatie van het EK kunstschaatsen over. In 1895 werd besloten voortaan het WK kunstschaatsen te organiseren en kwam het EK te vervallen. In 1898, na twee jaar onderbreking, vond toch weer een herstart plaats van het EK kunstschaatsen.
De vrouwen en paren zouden vanaf 1930 jaarlijks om de Europese titel strijden. De ijsdansers streden vanaf 1954 om de Europese titel in het kunstschaatsen.

## Deelname
Er namen deelnemers uit twaalf landen deel aan deze kampioenschappen. Zij vulden 64 startplaatsen in de vier disciplines in.
Voor Nederland nam Wouter Toledo (voor de derde keer) deel in het mannentoernooi en Sjoukje Dijkstra (voor de zesde keer) en debutante Willie ten Hoopen namen deel in het vrouwentoernooi.
(Tussen haakjes het totaal aantal startplaatsen over de disciplines.)
| West-Duitsland (11) Oostenrijk (8) Frankrijk (7) Duitse Democratische Republiek (7) | Verenigd Koninkrijk (7) Italië (6) Tsjecho-Slowakije (6) Zwitserland (4) | Hongarije (3) Nederland (3) Finland (1) Noorwegen (1) |

## Medaille verdeling
Bij de mannen prolongeerde Alain Giletti de Europese titel, het was zijn vijfde titel, ook van 1955-1957 werd hij Europees kampioen. Het was zijn negende opeenvolgende medaille, in 1953, 1954 en 1958, 1959 werd hij tweede. Zijn landgenoot Alain Calmat op plaats twee veroverde zijn tweede medaille, in 1958 werd hij derde. Manfred Schnelldorfer op de derde plaats veroverde zijn tweede medaille, in 1960 werd hij ook derde.
Bij de vrouwen prolongeerde Sjoukje Dijkstra de Europese titel, het was haar derde medaille, in 1959 werd ze tweede. Regine Heitzer eindigde net als in 1960 op de tweede plaats, het was haar tweede EK medaille. Jana Mrázková op plaats drie veroverde haar eerste EK medaille.
Bij de paren veroverden Marika Kilius / Hans-Jürgen Bäumler voor de derde opeenvolgende keer de Europese titel, het was hun derde gezamenlijke medaille. Voor Kilius was het haar zesde medaille, van 1955-1957 werd ze met Franz Ningel derde. Het duo op plaats twee, Margret Gobl / Franz Ningel, wonnen gezamenlijk hun tweede medaille, in 1960 werd het paar derde. Het was Ningel zijn vijfde medaille. Het Oost-Duitse paar Margrit Senf / Peter Gobel veroverden hun eerste EK medaille.
Bij het ijsdansen stond Courtney Jones voor de vijfde opeenvolgende keer op plaats één, in 1957 en 1958 stond hij hier met June Markham en in 1959, 1960 en dit jaar met Doreen Denny. Het was zijn zesde medaille, in 1958 werd hij, met Markham, tweede. Het Franse paar Christiane Guhel / Jean Paul Guhel op plaats twee wonnen hun derde medaille, ook in 1960 werden ze tweede en in 1959 derde. Het debutanten paar Linda Shearman / Michael Phillips eindigden op de derde plaats.
| Discipline | Goud                                | Zilver                             | Brons                             |
| ---------- | ----------------------------------- | ---------------------------------- | --------------------------------- |
| Mannen     | Alain Giletti                       | Alain Calmat                       | Manfred Schnelldorfer             |
| Vrouwen    | Sjoukje Dijkstra                    | Regine Heitzer                     | Jana Mrázková                     |
| Paren      | Marika Kilius / Hans-Jürgen Bäumler | Margret Gobl / Franz Ningel        | Margrit Senf / Peter Gobel        |
| IJsdansen  | Doreen Denny / Courtney Jones       | Christiane Guhel / Jean Paul Guhel | Linda Shearman / Michael Phillips |

## Uitslagen
| #      | naam (deelname)           | land                                    | pc/9 |
| ------ | ------------------------- | --------------------------------------- | ---- |
| Goud   | Alain Giletti (10)        | Vlag van Frankrijk                      | 9    |
| Zilver | Alain Calmat (8)          | Vlag van Frankrijk                      | 11   |
| Brons  | Manfred Schnelldorfer (7) | Vlag van Duitsland                      | 23   |
| 4      | Peter Jonas (5)           | Vlag van Oostenrijk                     | 37   |
| 5      | Emmerich Danzer           | Vlag van Oostenrijk                     | 51,5 |
| 6      | Robin Jones (2)           | Vlag van Verenigd Koninkrijk            | 55,5 |
| 7      | Sepp Schönmetzler         | Vlag van Duitsland                      | 65   |
| 8      | Bodo Bockenauer (3)       | Vlag van Duitse Democratische Republiek | 80   |
| 9      | Heinrich Podhasjsky (2)   | Vlag van Oostenrijk                     | 79   |
| 10     | Per Kjolberg              | Vlag van Noorwegen                      | 87   |
| 11     | Peter Krick               | Vlag van Duitsland                      | 91   |
| 12     | Wouter Toledo (3)         | Vlag van Nederland                      | 111  |
| 13     | Michael Flebbe (2)        | Vlag van Duitse Democratische Republiek | 112  |
| 14     | Giordano Abbondati        | Vlag van Italië                         | 122  |
| 15     | Ragnar Wikstrom           | Vlag van Finland (1918-1978)            | 135  |

| #      | naam (deelname)               | land                                    | pc/9 |
| ------ | ----------------------------- | --------------------------------------- | ---- |
| Goud   | Sjoukje Dijkstra (6)          | Vlag van Nederland                      | 9    |
| Zilver | Regine Heitzer (4)            | Vlag van Oostenrijk                     | 21   |
| Brons  | Jana Mrázková (2)             | Vlag van Tsjechië                       | 26   |
| 4      | Karin Frohner (3)             | Vlag van Oostenrijk                     | 49   |
| 5      | Dany Rigoulet (5)             | Vlag van Frankrijk                      | 57   |
| 6      | Helli Sengstschmid            | Vlag van Oostenrijk                     | 58   |
| 7      | Eva Grozajová                 | Vlag van Tsjechië                       | 77   |
| 8      | Nicole Hassler (3)            | Vlag van Frankrijk                      | 73   |
| 9      | Diana Carol Clifton-Peach (5) | Vlag van Verenigd Koninkrijk            | 66   |
| 10     | Jitka Hlavackova (5)          | Vlag van Tsjechië                       | 83   |
| 11     | Anne Reynolds (2)             | Vlag van Verenigd Koninkrijk            | 85   |
| 12     | Karin Gude                    | Vlag van Duitsland                      | 90   |
| 13     | Franzi Schmidt (3)            | Vlag van Zwitserland                    | 115  |
| 14     | Christa Fassi-Kuczkowski      | Vlag van Italië                         | 136  |
| 15     | Daniele Giroud                | Vlag van Frankrijk                      | 141  |
| 16     | Ursula Barkey (3)             | Vlag van Duitsland                      | 147  |
| 17     | Eva Czoma (2)                 | Vlag van Hongarije                      | 162  |
| 18     | Helga Zollner (5)             | Vlag van Hongarije                      | 175  |
| 19     | Dorette Bek                   | Vlag van Zwitserland                    | 169  |
| 20     | Silvana Saccozzi              | Vlag van Italië                         | 179  |
| 21     | Gabriele Seyfert              | Vlag van Duitse Democratische Republiek | 178  |
| 22     | Sandra Bregnera               | Vlag van Italië                         | 190  |
| 23     | Heidi Steiner (2)             | Vlag van Duitse Democratische Republiek | 188  |
| 24     | Willie ten Hoopen             | Vlag van Nederland                      | 216  |

| #      | naam (deelname)                           | land                                    | pc/9 |
| ------ | ----------------------------------------- | --------------------------------------- | ---- |
| Goud   | Marika Kilius (7) Hans Jürgen Bäumler (6) | Vlag van Duitsland                      | 13   |
| Zilver | Margret Gobl (3) Franz Ningel (6)         | Vlag van Duitsland                      | 14   |
| Brons  | Margrit Senf (2) Peter Gobel (2)          | Vlag van Duitse Democratische Republiek | 38,5 |
| 4      | Rita Blumenberg (3) Werner Mensching (3)  | Vlag van Duitsland                      | 36   |
| 5      | Diana Hinko (5) Heinz Döpfl (5)           | Vlag van Oostenrijk                     | 43,5 |
| 6      | Hana Dvorakova (5) Karol Vosatka (5)      | Vlag van Tsjechië                       | 52,5 |
| 7      | Valerie Hunt Peter Burrows                | Vlag van Verenigd Koninkrijk            | 69,5 |
| 8      | Gerda Johner (3) Rudi Johner (3)          | Vlag van Zwitserland                    | 74,5 |
| 9      | Irene Muller Hans Georg Dallmer           | Vlag van Duitse Democratische Republiek | 75,5 |
| 10     | Renate Rossler Klaus Wasserfuhr           | Vlag van Duitse Democratische Republiek | 78   |

| #      | naam (deelname)                             | land                         | pc/7 |
| ------ | ------------------------------------------- | ---------------------------- | ---- |
| Goud   | Doreen Denny (3) Courtney Jones (6)         | Vlag van Verenigd Koninkrijk | 7    |
| Zilver | Christiane Guhel (4) Jean Paul Guhel (7)    | Vlag van Frankrijk           | 14   |
| Brons  | Linda Shearman Michael Philipps             | Vlag van Verenigd Koninkrijk | 25   |
| 4      | Mary Parry (2) Roy Mason (2)                | Vlag van Verenigd Koninkrijk | 26   |
| 5      | Eva Romanova (3) Pavel Roman (3)            | Vlag van Tsjechië            | 33   |
| 6      | Rita Paucka (6) Peter Kwiet (6)             | Vlag van Duitsland           | 46   |
| 7      | Olga Gilardini (2) Germano Ceccattini (6)   | Vlag van Italië              | 47   |
| 8      | Ludovica Boccacci (3) Gianfranco Canepa (4) | Vlag van Italië              | 63   |
| 9      | Armelle Flichy (2) Pierre Brun (2)          | Vlag van Frankrijk           | 65   |
| 10     | Jitka Babicka Jaromir Holan (2)             | Vlag van Tsjechië            | 73   |
| 11     | Gyorgyi Korda (2) Pal Vasahelyi (2)         | Vlag van Hongarije           | 72   |
| 12     | Christel Trebesiner Gerald Felsinger (4)    | Vlag van Oostenrijk          | 87   |
| 13     | Margot Nissen (2) Klaus Ebel                | Vlag van Duitsland           | 87   |
| 14     | Marlyse Fornachon Charles Pichard (3)       | Vlag van Zwitserland         | 95   |
| 15     | Martha Schamberger Hans-Jurgen Schamberger  | Vlag van Duitsland           | 98   |

Medaillewinnaars

Mannen · 
Vrouwen ·
Paren · 
IJsdansen

Toernooi

1891 · 
1892 · 
1893 · 
1894 · 
1895 · 
1896-1897 · 
1898 · 
1899 · 
1900 · 
1901 · 
1902-1903 · 
1904 · 
1905 · 
1906 · 
1907 · 
1908 · 
1909 · 
1910 · 
1911 · 
1912 · 
1913 · 
1914 · 
1915-1921 · 
1922 · 
1923 · 
1924 · 
1925 · 
1926 · 
1927 · 
1928 · 
1929 · 
1930 · 
1931 · 
1932 · 
1933 · 
1934 · 
1935 · 
1936 · 
1937 · 
1938 · 
1939 ·
1940-1946 · 
1947 · 
1948 · 
1949 · 
1950 · 
1951 · 
1952 · 
1953 · 
1954 · 
1955 · 
1956 · 
1957 · 
1958 · 
1959 · 
1960 · 
1961 · 
1962 · 
1963 · 
1964 · 
1965 · 
1966 · 
1967 · 
1968 · 
1969 · 
1970 · 
1971 · 
1972 · 
1973 · 
1974 · 
1975 · 
1976 · 
1977 · 
1978 · 
1979 · 
1980 · 
1981 · 
1982 · 
1983 · 
1984 · 
1985 · 
1986 · 
1987 · 
1988 · 
1989 · 
1990 · 
1991 · 
1992 · 
1993 · 
1994 · 
1995 ·
1996 · 
1997 · 
1998 · 
1999 · 
2000 · 
2001 · 
2002 · 
2003 · 
2004 · 
2005 · 
2006 ·
2007 ·
2008 ·
2009 ·
2010 ·
2011 ·
2012 ·
2013 ·
2014 ·
2015 ·
2016 ·
2017 ·
2018 ·
2019 ·
2020 ·
2021 · 
2022 · 
2023 · 
2024 · 
2025

WK kunstschaatsen ·
WK kunstschaatsen junioren ·
Viercontinentenkampioenschap ·
Olympische Spelen